# 2000 у Тернополі
| Роки в Тернополі: ← · 2000 · 2001 · 2002 · 2003 · 2004 · 2005 · 2006 · 2007 · 2008 · 2009 · 2010 · 2011 · 2012 · 2013 · 2014 · 2015 · 2016 · 2017 · 2018 · 2019 · 2020 · 2021 · 2022 · 2023 · 2024 Див. також: XIX століття · XX століття |

- 460 років із часу заснування міста Тернополя (1540).

## Річниці

### Річниці заснування, утворення
- 10 березня — 90 років тому (1910) в Тернополі вперше в Україні перевидано «Русалку Дністрову».
- 15 квітня — 60 років тому (1940) відкрито Тернопільський національний педагогічний університет імені Володимира Гнатюка.
- 28 травня — 5 років тому (1995) в Тернополі відкрито пам'ятник Іванові Франку.
- 1 вересня — 40 років тому (1960) відкрито Тернопільський національний технічний університет імені Івана Пулюя.
- 18 жовтня — 85 років з дня заснування «Тернопільських театральних вечорів» (1915).
- 18 жовтня — 70 років Тернопільському академічному обласному драматичному театру імені Т. Г. Шевченка (1930).
- 1 листопада — 20 років тому (1980) відкрито Тернопільський академічний обласний театр актора і ляльки.
- 22 грудня — 130 років від дня введення в експлуатацію Тернопільської залізничної станції (1870).
- 25 грудня — 25 років з дня пуску першого тролейбуса в Тернополі.

### Річниці від дня народження
- 12 січня — 120 років від дня народження українського композитора, диригента, педагога Василя Безкоровайного (1880—1966).
- 10 березня — 60 років від дня народження українського мистецтвознавця, педагога, культурного діяча Ігоря Дуди (нар. 1940).
- 17 березня — 115 років від дня народження українського письменника, журналіста, етнографа Франца Коковського (1885—1940).
- 1 квітня — 250 років від дня народження філософа, просвітителя, громадського діяча Гуго Коллонтая (1750—1812).
- 1 квітня — 95 років від дня народження українського диригента, режисера, педагога, композитора Богдана Сарамаґи (1905—1975).
- 5 травня — 145 років від дня народження української драматичної артистки і співачки (сопрано) Антоніни Осиповичевої (1855—1926).
- 31 травня — 95 років від дня народження українського художника Андрія Наконечного (1905—1983).
- 1 серпня — 75 років від дня народження українського поета, перекладача Петра Тимочка (1925—2005).
- 16 жовтня — 75 років від дня народження художника, реставратора Діонізія Шолдри (1925—1995).
- 13 листопада — 130 років від дня народження академіка, вченого-правника, політичного діяча Станіслава Дністрянського (1870—1935).

## Події
- 4 грудня — в новозбудованому храмі Матері Божої Неустанної Помочі освятили престол, відбулася урочиста Архієрейська літургія.

## З'явилися
- засновано народний аматорський ансамбль бандуристів «Барви» Тернопільського обласного методичного центру народної творчості;
- засновано видавничо-іформаційний дім «Діана плюс»;
- засновано квартет бандуристок «Оріана»;
- на «Сонячному масиві» відкрито парк Воскресіння;
- засновано футбольний клуб «Тернопіль»;
- відкрито пам'ятник митрополитові Василю Липківському, який вбудований у стіні церкви Різдва Христового на вулиці Руській, 22;
- відкрито фармацевтичний факультет Тернопільського державного медичного університету імені І. Я. Горбачевського.